# 陳述性記憶
陳述性記憶（英語：Declarative memory，又名述說記憶、宣告記憶），有時也被稱為外顯記憶（Explicit memory），是人類長時記憶形式的一種。它指的是能夠明確想起某個事件或事實的一種記憶。跟它相對的，是程序記憶，或是內隱記憶，那是屬於無意識，不能被表述的記憶形式。

## 分類
陳述性記憶分成兩種：語意記憶（semantic memory）和情節記憶（episodic memory）。
- 與抽象知識相關的語意記憶，用來儲存那些獨立於個人經驗的一般的事實性知識。食物的類別、某個地理區域的重要城市或是共同語言的詞彙（例如個人的字彙量）皆是語意記憶的例子。

- 與個人經驗有關的情節記憶，用來儲存附加於特定事件的觀察性的資訊。例如第一次踏進教室的時刻、某日攜帶隨身行李登機的時刻、收到資遣通知的時刻、或是通知下屬他們被解雇的時刻，關於以上時刻的記憶均屬於情節記憶。召喚出情結記憶可以被視為一種心智活動，人們得以從中詳盡地回顧所關切的過往事件。情節記憶被相信是一個能夠提供語意記憶基本支持的系統。例如，警察透過車禍事件的相關當事人所提供的陳述，去建構整個事件的來龍去脈。